# Колемонако-Санта Марија (Фрозиноне)
Колемонако-Санта Марија је насеље у Италији у округу Фрозиноне, региону Лацио.
Према процени из 2011. у насељу је живело 95 становника. Насеље се налази на надморској висини од 172 м.